# Non si ferma
Non si ferma è un singolo del rapper italiano Capo Plaza, pubblicato il 24 novembre, 2016, prodotto dai beatmaker Ava e Mojobeatz.

## Tracce
1. Non si ferma – 3:38